# Espirdo
Espirdo es un municipio y localidad española de la provincia de Segovia, en la comunidad autónoma de Castilla y León. Cuenta con 1607 habitantes (INE 2024).
El municipio lo conforman además de Espirdo las pedanías de La Higuera y Tizneros, más la urbanización Bellavista entre este último y la carretera N-110. Se trata de un territorio de industria agrícola y actúa también como municipio dormitorio de la ciudad de Segovia. Se encuentra ubicado en la unidad morfoestructural denominada Cuenca del Duero.
En su término municipal se encuentran los despoblados de Veladíez, Ruviales, El Olamazo y El Portillar.

## Toponimia
Desde 1086 se conocía por Spiritu y en 1247 se denomina Spiritu de Ruviales por su proximidad a la desaparecida villa de Ruviales. Fue ya en el siglo XVI cuando adquirió el nombre de Espirdo.

## Geografía

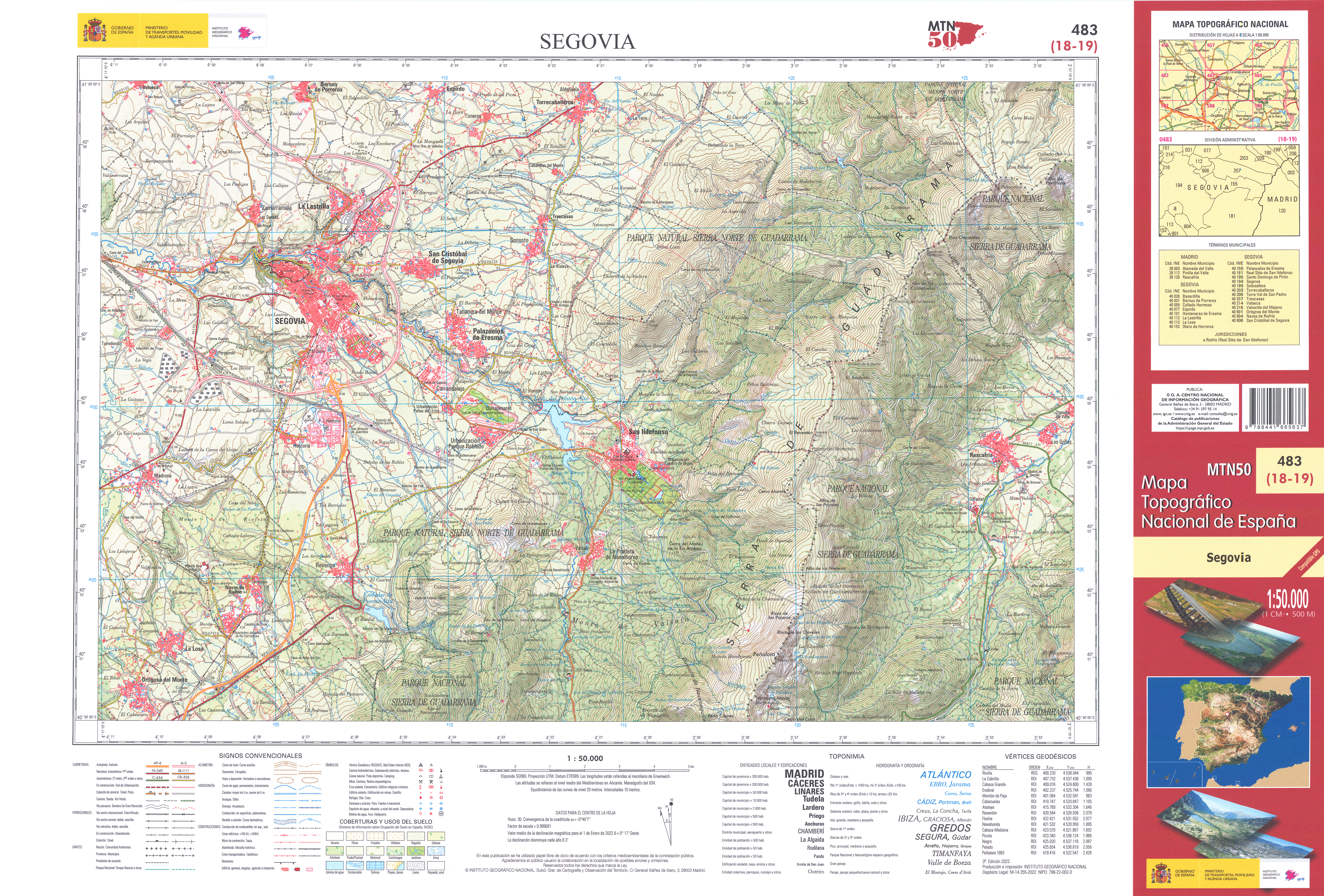
Fragmento de la hoja 483 del Mapa Topográfico Nacional de España de 2022 en el que se representa parte de Espirdo

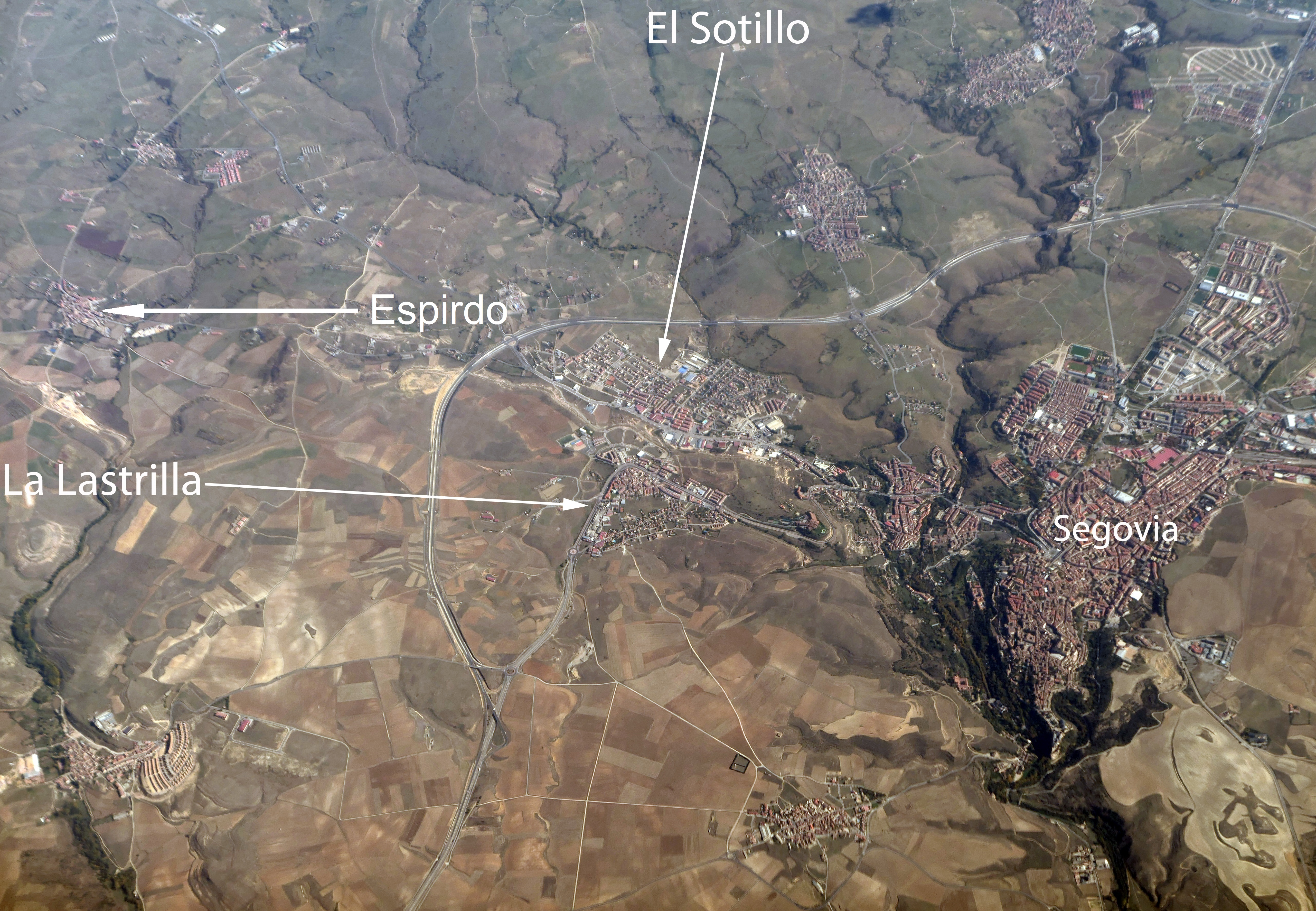
Vista aérea de la zona en la que se ubica Espirdo

Integrado en la Comunidad de Ciudad y Tierra de Segovia, concretamente en el Sexmo de San Lorenzo, se sitúa a 8 kilómetros de la capital segoviana. El término municipal está atravesado por la carretera N-110 entre los pK 184 y 186, además de por la carretera local SG-V-2221 que permite la comunicación con Cabañas de Polendos.
El relieve del territorio está formado por la meseta adyacente a la vertiente occidental de la sierra de Guadarrama por donde discurren el río Ciguiñuela y algunos arroyos. Al noroeste destaca el cerro Asenjo (1089 m). La altitud oscila entre los 1120 m al este, en el límite con Torrecaballeros, y los 970 m a orillas del río Polendos al norte. El pueblo se alza a 1062 metros sobre el nivel del mar.
Por la localidad y su anejo Tizneros trascurre el Camino de San Frutos, en la primera etapa de su itinerario principal.
| Noroeste: Cabañas de Polendos               | Norte: Cabañas de Polendos y Brieva | Noreste: Brieva y Basardilla |
| Oeste: Bernuy de Porreros                   |                                     | Este: Torrecaballeros        |
| Suroeste: Bernuy de Porreros y La Lastrilla | Sur: La Lastrilla                   | Sureste: Trescasas           |

## Demografía
Cuenta con una población de 1607 habitantes (INE 2024).
| Gráfica de evolución demográfica de Espirdo entre 1828 y 2021 |
| |
| Población según el Diccionario geográfico-estadístico de España y Portugal de Sebastián Miñano. Población de derecho según los censos de población del INE. Población de hecho según los censos de población del INE.En 1857 crece el término del municipio porque incorpora a Tizneros. En 1974 crece el término del municipio porque incorpora La Higuera. |

Los tres núcleos de población que integran el municipio tienen, según el INE 2022, el censo siguiente:
| Distribución de la población |          |         |
| La Higuera                   | Tizneros | Espirdo |
| 210                          | 401      | 846     |

## Accesos
Desde Segovia capital: A 13 minutos por la carretera N-110 y posterior desvió por la carretera local SG-V-2221 (7,6 kilómetros aproximadamente)
Desde Valladolid capital: A 1 hora y 15 minutos por la carretera CL-601 (118 km. aproximadamente), cogiendo la circunvalación SG-20.
Desde Madrid capital: A 1 hora y 15 minutos por la A-6 y AP-61, y después por la SG-20 y la SG-V-3321 (122 km. aproximadamente)

## Administración y política
Lista de alcaldes
| Periodo   | Nombre                                                                                     | Partido   |
| --------- | ------------------------------------------------------------------------------------------ | --------- |

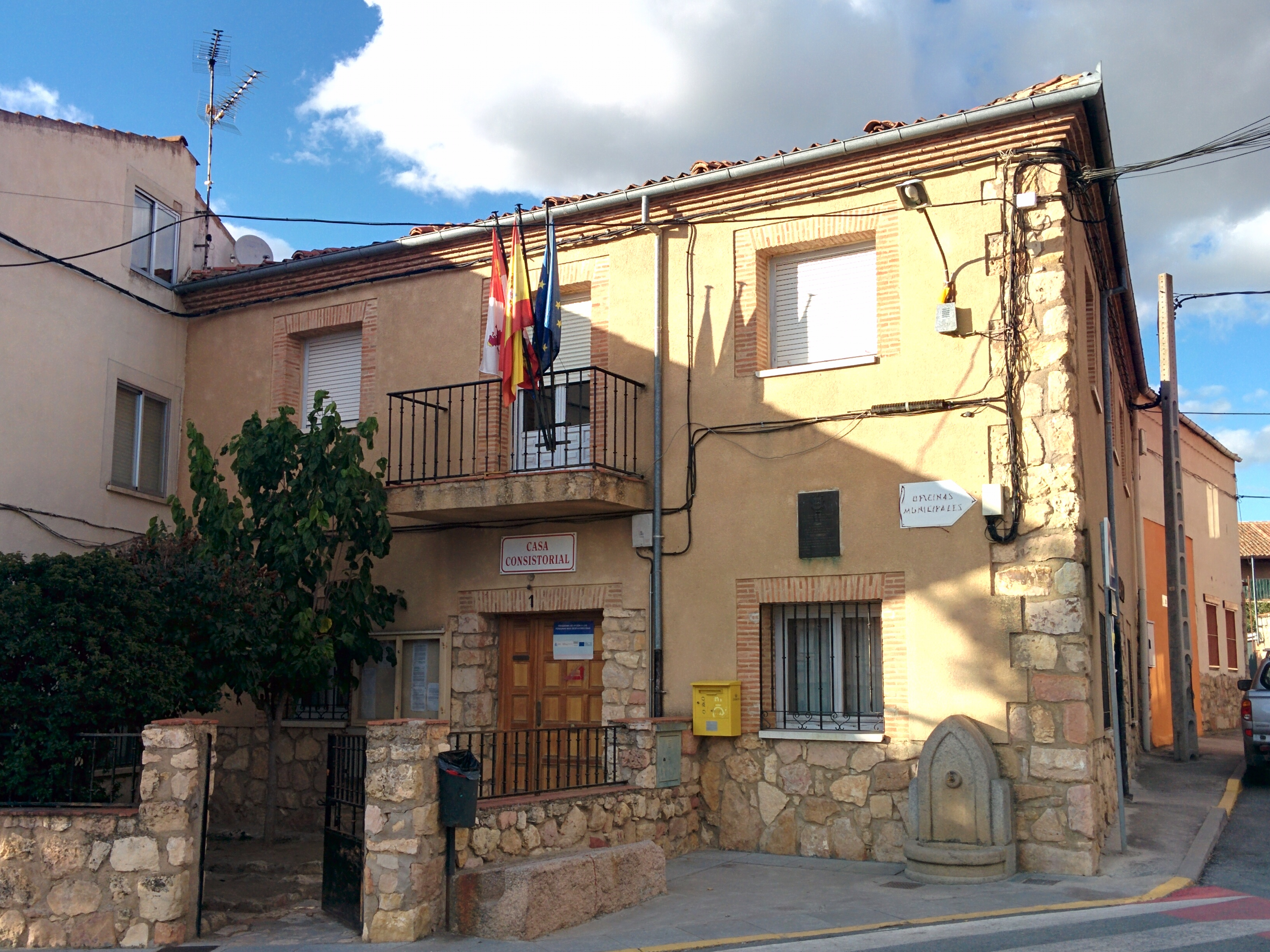
Casa consistorial

| 1979-1983 | Esteban de Frutos Hernanz                                                                  | UCD       |
| 1983-1987 | Teodoro Martín Herrero                                                                     | AP-PDP-UL |
| 1987-1991 | Jose Antonio Rodríguez Casado                                                              | AP        |
| 1991-1995 | José Antonio Rodríguez Casado                                                              | PP        |
| 1995-1999 | Luciano Sanz Sastre                                                                        | PIE       |
| 1999-2003 | Luciano Sanz Sastre                                                                        | PP        |
| 2003-2007 | Luciano Sanz Sastre                                                                        | PP        |
| 2007-2011 | Justo Herrero de Andrés                                                                    | CIME      |
| 2011-2015 | María del Socorro Cuesta Rodríguez                                                         | CIME      |
| 2015-2019 | Ana Carolina Rincón Da Silva (2015-dic 2017)María del Socorro Cuesta Rodríguez (dic2017- ) | PSOECs    |
| 2019-2023 | María del Socorro Cuesta Rodríguez                                                         | PP        |
| 2023-act. | María del Socorro Cuesta Rodríguez                                                         | PP        |

## Autobuses

Plano Metropolitano Segovia donde aparecen las líneas a su paso por Espirdo

Espirdo forma parte de la red de transporte Metropolitano de Segovia que va recorriendo los distintos pueblos de la provincia.
| Línea | Trayecto                                                                                              |
| ----- | --- |
| M5    | Santo Domingo de Pirón - Segovia (por Bellavista, Tizneros, Espirdo, La Higuera, Brieva y Basardilla) |

## Equipamientos
- De carácter administrativo: La Asociación Segovia Sur.
- De carácter religioso: Iglesia Parroquial de San Pedro Apóstol de Espirdo, Iglesia Parroquial de San Tomás de La Higuera e Iglesia Parroquial de San Juan de Tizneros.
- De carácter sanitario: Consultorios Médicos de Espirdo, La Higuera y Tizneros y sus cementerios.
- De carácter docente: La Guardería de Espirdo “Nenuco”.
- De carácter cultural/ocio:
  - En Espirdo: Asociación Cultural El Parral y Asociación Comisión de Fiestas.
  - En Tizneros: Asociación Cultural de San Juan de Tizneros.
  - En La Higuera: Asociación Cultural de La Lastra de La Higuera.
- De carácter deportivo: Frontón de Espirdo, Área deportiva de La Higuera y Área deportiva de Tizneros.
- De carácter urbano: Los depósitos de agua y gestión del agua por parte de la “Mancomunidad Fuente el Mojón”. El servicio de recogida de basuras por la “Mancomunidad del Eresma”.
- De carácter terciario: Equipamientos hosteleros en los tres pueblos, peluquería de Espirdo y otros complejos comerciales.

## Cultura

### Patrimonio

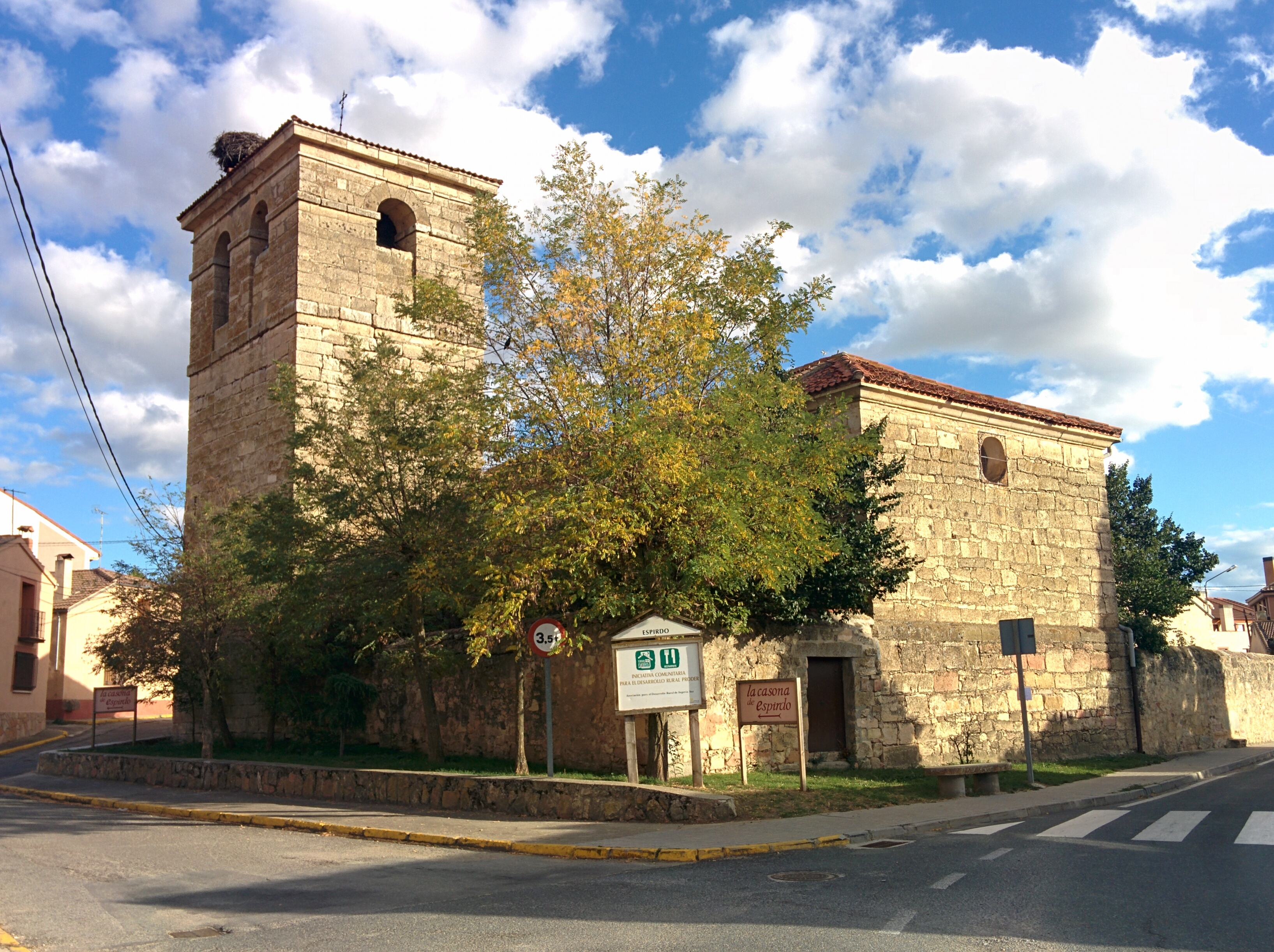
Iglesia de San Pedro

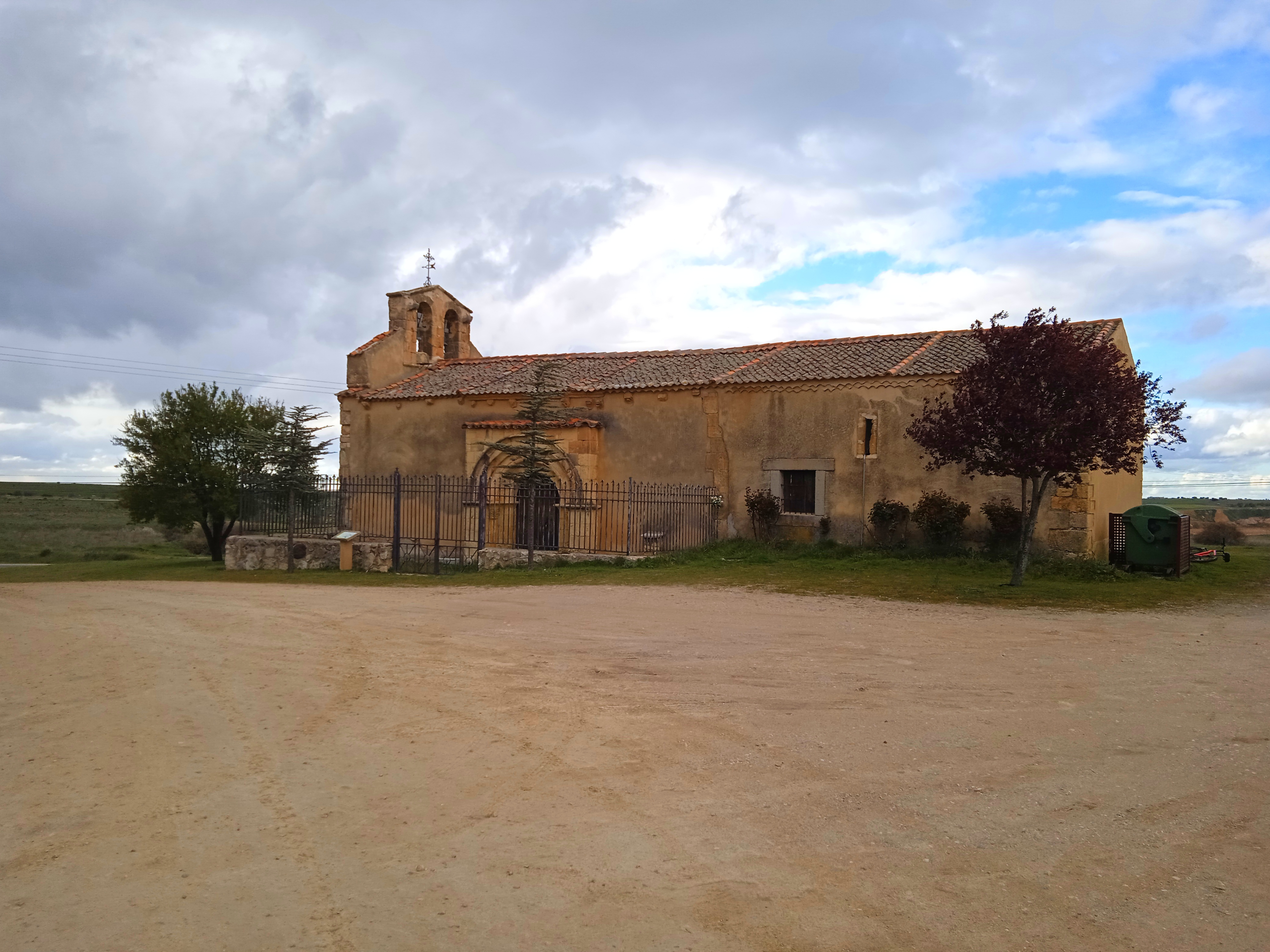
Ermita de la Virgen de Veladíez, es una de las partícipes en la leyenda de Las Tres Hermanas

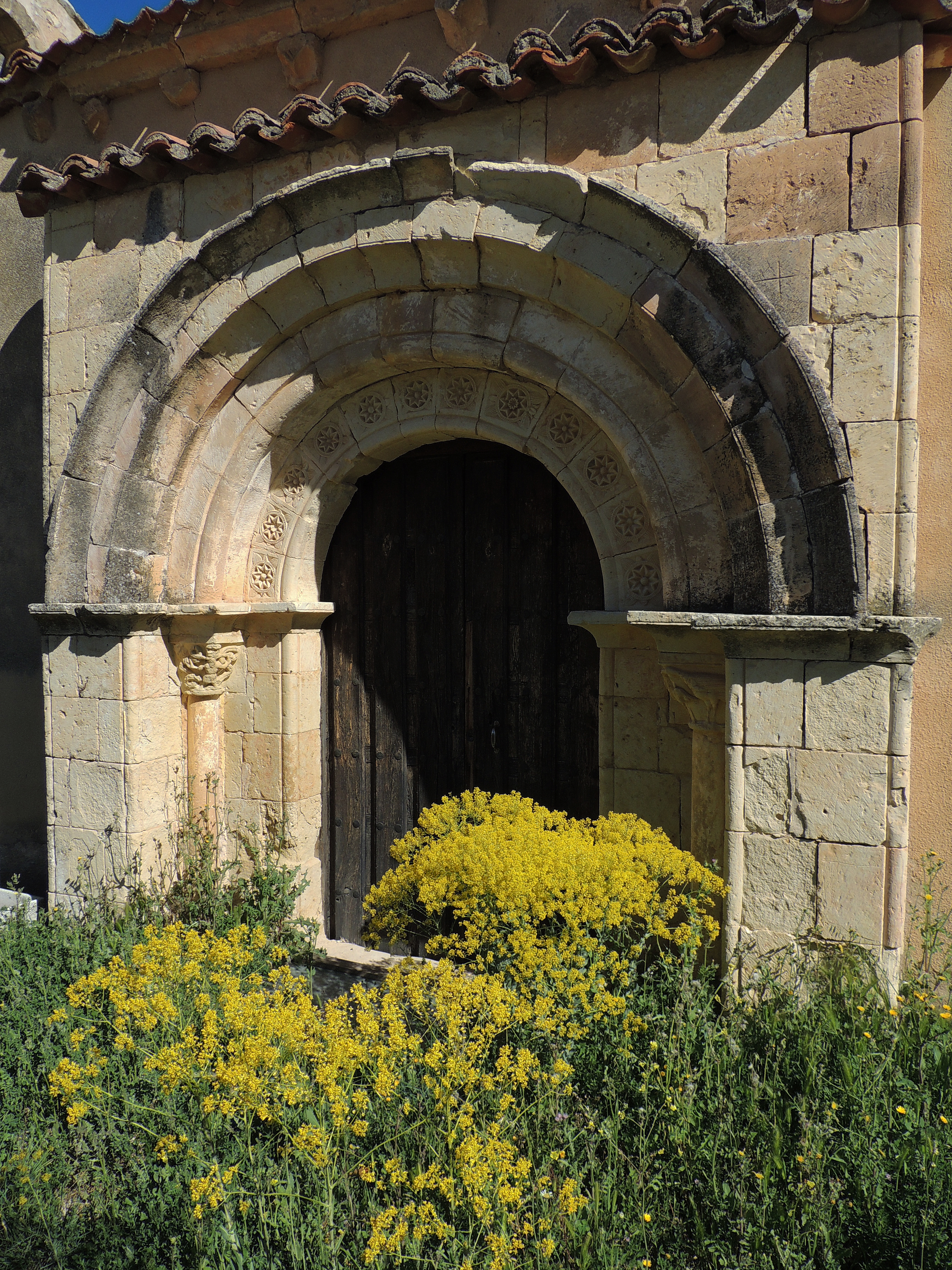
Portada de la ermita de Veladíez

Los lugares de interés natural incluyen: el Cerro de Catillejo por sus relieves residuales y el Mirador del alto de La Ermita de Veladiez. En los últimos años ha tenido un gran auge en el turismo rural debido a su inmensa tranquilidad y los parajes naturales que se encuentran a su alrededor. La Red de Corredores verdes ha ayudado a fomentar las rutas ecoturísticas, en relación con la naturaleza, destinados al deporte y a la contemplación de la riqueza cultural. Prima la tierra del cereal y sus llanuras son onduladas. En sus riberas aparecen chopos, pinos, álamos, fresnos, encinas, sauces, olmos y majuelos. Pero sin duda la especia más llamativa es la Populus nigra, reconocida como Protección de Arbolado. Y dentro de la fauna destacan animales tan conocidos como la liebre, la codorniz, la perdiz o los milanos.
Además, cuenta con lugares de interés patrimonial como son La Ermita de Nuestra Señora de Veladiez. Un edificio románico que conserva el pórtico con arco de medio punto y una característica espadaña de dos campanas. Su pequeña nave románica tiene un ventanal abocinado al oeste y una cornisa de canecillos al Norte. La Iglesia de San Pedro es otro atractivo ya que está compuesta por una nave con piedra de sillares. Tiene ábsides pentagonales con dos ventanales, cornisa y una torre también de pierda, con dos cuerpos, el superior de campanas. El potro y las fuentes volumétricas son otro aliciente para las visitas de la zona.
Dentro de su Inventario Arqueológico damos con el Yacimiento de Parrales I por el camino de la Mata a unos 150 m el cual data de la época prehistórica. El Yacimiento de Parrales II de la época Tardorromana y el de San Roque de la misma época.

### Fiestas
- Nuestra Señora de Veladiez, primer domingo de mayo.
- San Isidro, 15 de mayo.
- San Pedro Apóstol, 29 de junio.
- Nuestra señora del Rosario, segunda semana de septiembre.

### Leyendas
- Leyenda del Tuerto de Pirón. El Tuerto de Pirón era un bandolero nacido en la localidad cercana de Santo Domingo de Pirón. Fernando Delgado Sanz, apodado el Tuerto de Pirón, robaba a los ricos, asaltaba iglesias y caminos, el entorno de Espirdo fue uno de los lugares donde tuvo actividad, asaltando a sus vecinos y saqueando su iglesia, además uno de los principales miembros de su banda era originario de Espirdo.[8] Además fue en la Fuente del Pesebre entre este pueblo y Torrecaballeros donde cometió su único asesinato a un miembro de su banda apodado El Madrileño que tras haber abandonado el grupo se disponía a traicionarles.
- Leyenda de las tres hermanas. Esto era un rey que tenía tres hijas: la Virgen de Hornuez (Moral de Hornuez), la del Henar (Cuéllar) y la de Hontanares de Eresma[9] a cada cual más guapa y que se querían tanto que no podían pasar sin verse. Sin embargo, cuando estaban juntas tampoco podían dejar de regañar entre ellas así que el padre, aburrido de oírlas andar a la graña a todas horas, buscaba el modo de poner remedio a tan desesperante situación. Y fue estando en esas cuando se le ocurrió construir tres casas en lo alto de tres cerros bastante alejados entre sí; cuando estuvieron construidas encerró en cada una de ellas a una de sus hijas, que así podían verse sin pelear. Los lugares elegidos fueron unos cerros de Espirdo, Basardilla y Collado Hermoso, donde están las ermitas de Veladíez, Pedernal y la Sierra.[10]